# Joan Seijo i Viñas
Joan Seijo i Viñas (Cornellà de Llobregat, 1932), conegut durant el franquisme com a Juan Seijo Viñas, és un comerciant, industrial i escriptor català. Va formar part del darrer govern franquista de l'ajuntament de Cornellà de Llobregat, i en va esdevenir batlle accidental entre els anys 1978 i 1979.

## Vida política
Joan Seijo era comerciant i també treballador de la indústria vidriera cornellanenca ELSA. De creences catòliques, tot i no ser militant de la Falange Espanyola de les JONS ni tenir antecedents al partit, sempre es va mostrar molt proper al règim.
L'any 1970 va entrar com a regidor a l'ajuntament a pel terç familiar sense elecció i el 1974 va tornar a ser escollit com a tinent d'alcalde pel terç corporatiu.. El juliol de 1978 el llavors batlle Josep Maria Ferrer i Penedès va ser nomenat sotsgovernador civil de Barcelona, motiu pel qual va dimitir de l'alcaldia i Seijo va assumir el paper de primer tinent d'alcalde a títol accidental. Era considerat, a diferència d'altres membres del consistori, una persona amb caràcter moderat i dialogant.
Es va mantenir com a batlle fins a les eleccions municipals espanyoles de 1979 de la transició, en què va entrar en converses amb el Govern Civil per presentar-se a les llistes d'Unió de Centre Democràtic (UCD). No obstant això, Frederic Prieto i Caballé (Partit Socialista Unificat de Catalunya, PSUC) va esdevenir el primer alcalde democràtic del municipi.

## Obres
Joan Seijo també és autor de diverses obres en llengua catalana i castellana:
- Seijo i Viñas, Joan. Primer estadio (en castellà).  Barcelona: Creta, 1997. ISBN 84-89664-44-7.
- Seijo i Viñas, Joan. El reino de Belcebú (en castellà).  Barcelona: El Carro del Sol, 1999. ISBN 8495185369.
- Seijo i Viñas, Joan; Sidera i Plana, Jaume. Evangeli segons sant Marc.  Barcelona: Claret, 1998.
- Seijo i Viñas, Joan; Montserrat i Martínez, Ramon. El Patronat: entitat centenària, 1910-2010.  Cornellà de Llobregat: L'Avenç de Cornellà de Llobregat, 2010 (Llibres de l'Avenç de Cornellà, 13). ISBN 9788493780227.